# Ramkvilla distrikt
Ramkvilla distrikt är ett distrikt i Vetlanda kommun och Jönköpings län. 
Distriktet ligger i sydvästra delen av kommunen. 

## Tidigare administrativ tillhörighet
Distriktet inrättades 2016 och utgörs av socknen Ramkvilla i Vetlanda kommun.
Området motsvarar den omfattning Ramkvilla församling hade vid årsskiftet 1999/2000.